# Malandragem (canção)
"Malandragem" é uma canção composta em 1988 por Cazuza e Roberto Frejat que ganhou notoriedade na voz de Cássia Eller, tornando-se a música mais conhecida da cantora. 
O curioso, porém, é que os autores compuseram a canção especialmente para ser gravada pela cantora Angela Ro Ro. Ao ouvir a canção, Ro Ro recusou-se a gravá-la, dizendo que a letra não tinha nada a ver com ela. Dessa forma, a música ficou engavetada por seis anos, quando Frejat a apresentou para Cássia Eller, que a gravou no seu álbum autointitulado de 1994, sendo o primeiro single de trabalho deste álbum. Contudo, antes de apresentá-la à Cássia Eller, Frejat entrou em contato com Angela Ro Ro pedindo sua autorização para mostrá-la a outra cantora. Segundo relatos do livro Preciso Dizer Que Te Amo – Todas As Letras Do Poeta, Ro Ro deu a seguinte resposta a Frejat: “O Cazuza não te disse? Não gostei da música, não! Achei uma merda! Não vou gravar nunca!”
Cássia conseguiu fazer com que "Malandragem" estourasse três vezes nas rádios em momentos diferentes da sua carreira: no lançamento da canção em 1994, na versão ao vivo do álbum Cássia Eller ao Vivo (1996) e no seu Acústico MTV (2001). Após a morte de Cássia, Angela Ro Ro passou a incluir "Malandragem" em seus repertórios de shows.
Sobre a releitura que fez da música para o Acústico MTV, Cássia deu a seguinte declaração:

"A gente começou a tocar a música desde a primeira vez que começamos a ensaiar em Teresópolis, mas não estava saindo do jeito que a gente queria. Terminamos o ensaio numa noite e fomos jogar baralho, escutar música e tocou no rádio uma música com uma levada bem anos 60/70, mais puxada para jovem guarda; aí um de nós disse: acho que Malandragem é isso aí. No dia seguinte começamos a tocar a música e foi de cabo a rabo."— Cássia Eller.
Em 1995, "Malandragem" fez parte da trilha-sonora da 1ª temporada de Malhação, como tema da personagem Luiza (interpretada por Fernanda Rodrigues).
Em 2014, a música foi a estrela do nono episódio da 2ª temporada do programa Por Trás da Canção, do Canal Bis.

## Prêmios e Indicações
| Ano  | Prêmio                    | Categoria                       | Resultado | Ref.  |
| ---- | ------------------------- | ------------------------------- | --------- | ----- |
| 1995 | 1o MTV Video Music Brasil | Melhor Videoclipe de Música Pop | Indicado  | [ 7 ] |